# Anacroneuria itajaimirim
Anacroneuria itajaimirim är en bäcksländeart som beskrevs av Bispo och Froehlich 2004. Anacroneuria itajaimirim ingår i släktet Anacroneuria och familjen jättebäcksländor. Inga underarter finns listade i Catalogue of Life.